# Llanbedrog
Llanbedrog ist eine Community im County Gwynedd (Nordwest-Wales), früher County Caernarfonshire.

## Allgemeines

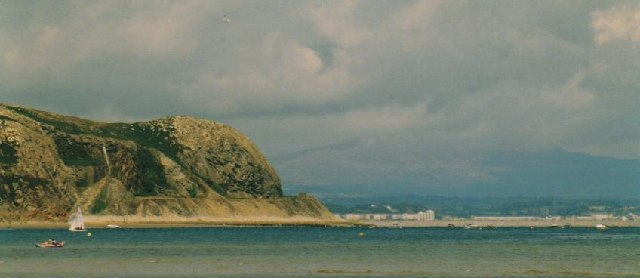
Landspitze Mynydd Tir-y-cwmwd

Llanbedrog liegt an der Südostküste der Lleyn-Halbinsel (walisisch: Penrhyn Llŷn) an der Irischen See zwischen Pwllheli und Abersoch. Südlich der Gemeinde ist die Landspitze Mynydd Tir-y-cwmwd.
Ein Granitsteinbruch wurde in der Zeit vom späten 19. Jahrhundert bis 1949 wirtschaftlich genutzt. Seit dem frühen 20. Jahrhundert ist der Tourismus eine wichtige Einnahmequelle. Deshalb wurde auch die private Pferde-Straßenbahn Pwllheli and Llanbedrog Tramway von Pwllheli nach Llanbedrog gebaut. Die Tramway wurde als Pferdebahn von 1899 bis 1919 betrieben, dann auf Strombetrieb umgestellt. Die Strecke ist zwar teilweise durch Unwetter 1927 zerstört worden, die erhaltenen Streckenteile werden jedoch noch immer befahren.

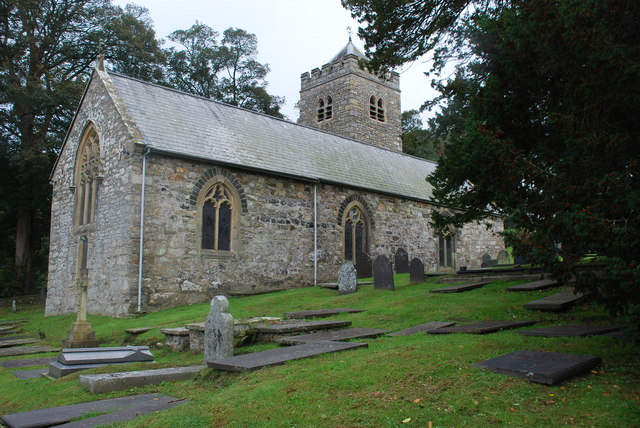
St Pedrog's church

Der ehemalige Witwensitz „Plas Glyn-y-Weddw“ von Lady Love Jones-Parry, erbaut 1856, ist heute das Kunst- und Kulturzentrum des Ortes. Lady Jones-Parrys Gatte, Sir Thomas Duncombe Love Jones-Parry, war unter seinem Barden-Namen Elphin ein prominentes Mitglied der Eisteddfod (Feste der Literatur, der Musik und des Gesangs in Wales).
Der Name des Ortes kommt vom Heiligen Petroc, einer walisischen Form des irischen Patrick.
Bardsey Island (Ynys Enlli) in der Bucht von Pwllheli wird in manchen walisischen Mythen als der geheimnisvolle Ort Avallun angesehen (siehe auch Avalon).